# Бухтеєвка
Бухтеєвка (рос. Бухтеевка) — присілок в Ульяновському районі Ульяновської області Російської Федерації.
Населення становить 45 осіб. Входить до складу муніципального утворення Зеленорощинське сільське поселення.

## Історія
Від 2004 року входить до складу муніципального утворення Зеленорощинське сільське поселення.

## Населення
| 2010 |
| ---- |
| 45   |